# Mareham Lane
Mareham Lane è una strada non classificata tra Graby e Sleaford nel Lincolnshire, Inghilterra. È lunga all'incirca 17.1 km (10.6 miles).

## La Strada Romana
Per gran parte della sua lunghezza Mareham Lane ripercorre il tragitto di una strada romana minore. Lo stesso nome è usato anche per una strada romana da Bourne al guado originale a Sleaford  e forse fino a Lincoln (Lindum Colonia). 

## I numeri Margary
Ivan Margary ha assegnato i seguenti numeri Margary nel suo schema di classificazione:

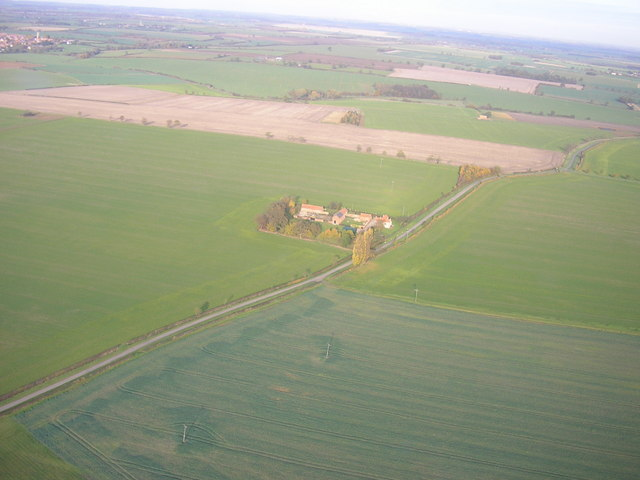
Beacon Hill Farm in Mareham Lane

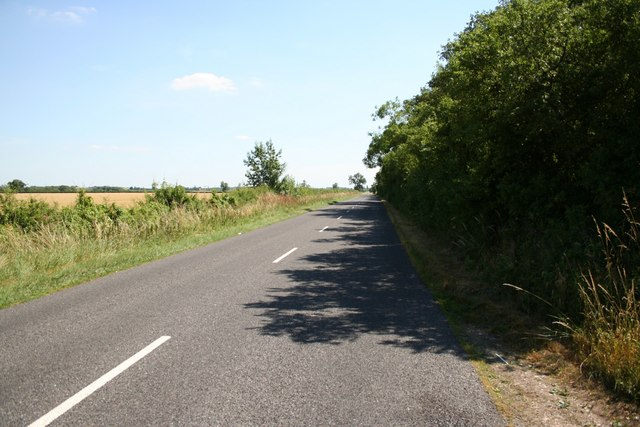
Mareham Lane vicino Scredington

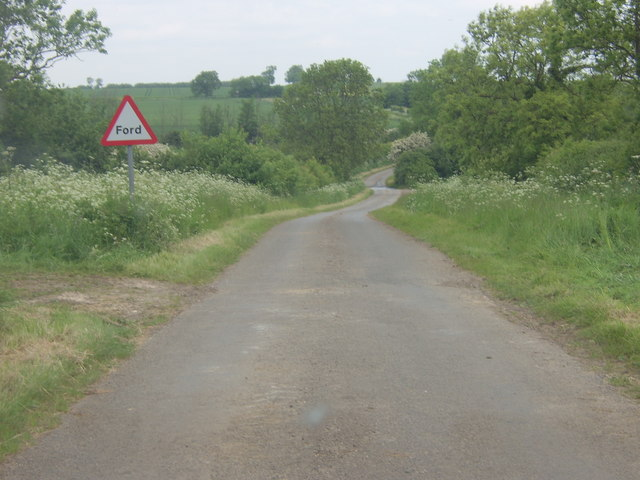
Guado appena a nord di Graby

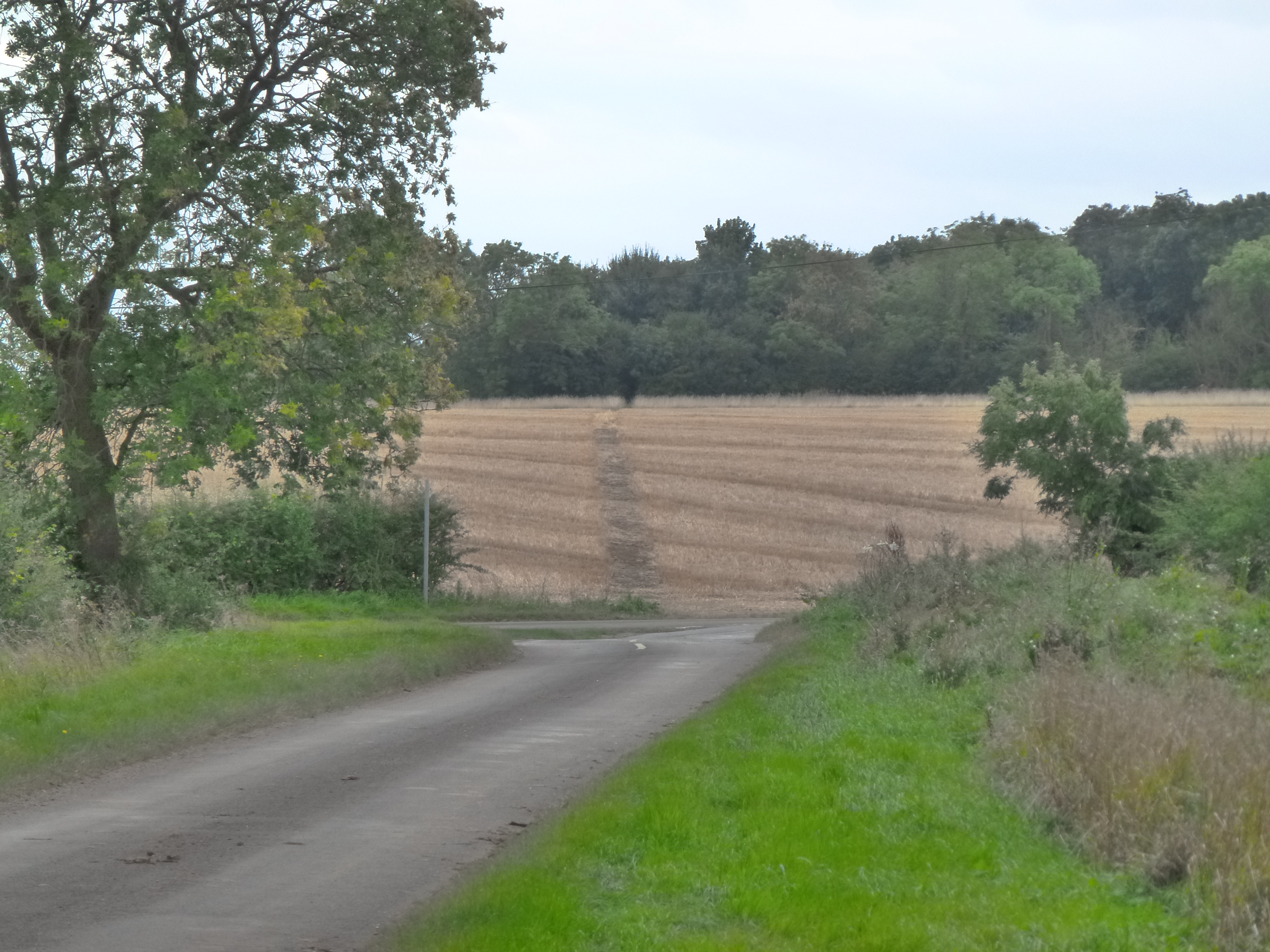
Allineamento romano in campo di mais

- RR260 Bourne-Sleaford
- RR262 Sleaford-Bracebridge Heath

## Dettagli del percorso
| Punti                              | Coordinate             | OS Grid Ref | Note |
| ---------------------------------- | ---------------------- | ----------- | --- |
| Sentiero fino a Cawthorpe          | 52.78136°N 0.37688°W   | TF095216    | King street devia dalla moderna A15, per passare attraverso Stainfield ad Ancaster. Inizio della strada romana Mareham Lane.                |
| Sottopasso Old Beck                | 52.833°N 0.382338°W    | TF090273    | Fondo di Windmill Hill, Rippingale. Inizio dell'allineamento romano su OS Maps                                                              |
| Piazzola a Graby                   | 52.84589°N 0.379076°W  | TF092288    | La moderna A15 fu rettificata alla fine del XX secolo. L'allineamento romano continua nella piazzola.                                       |
| Sentiero fino alla strada di Graby | 52.8479°N 0.37839°W    | TF093290    | L'allineamento romano continua attraverso il campo come sentiero pedonale pubblico.                                                         |
| Vicolo di Graby                    | 52.85179°N 0.376201°W  | TF094294    | Fine del sentiero pedonale. Inizio della moderna Mareham Lane.                                                                              |
| Guado                              | 52.85909°N 0.375624°W  | TF094303    | |
| Guado                              | 52.891069°N 0.375180°W | TF094338    | Torrente stagionalmente intermittente, a volte attraversa la strada. Il ruscello confluisce nel Ouse Mere Lode.                             |
| Billingborough incroci             | 52.89308°N 0.37610°W   | TF093340    | Billingborough road, FolkinghamFolkingham road, Billingborough.                                                                             |
| Stow Green                         | 52.902246°N 0.374673°W | TF094351    | Sito di Stow Fair. Sito del convento di suore anglosassoni.                                                                                 |
| Threekinghham incroci              | 52.914059°N 0.377324°W | TF092364    | La strada moderna A52 attraversa la moderna Mareham Lane.                                                                                   |
| Mareham House                      | 52.92864°N 0.379285°W  | TF090380    | Incrocio stradale a Spanby. |
| Curva                              | 52.980883°N 0.387184°W | TF083438    | Estremità settentrionale dell'allineamento romano su OS Maps La strada moderna devia e l'allineamento romano diventa poco riconoscibile.    |
| Angolo                             | 52.989179°N 0.391002°W | TF081447    | La moderna Mareham Lane gira a sinistra. Questo diverso allineamento continua verso il vecchio guado a Sleaford come sentiero.              |
| Confine Parrocchiale               | 52.992037°N 0.392937°W | TF079450    | L'allineamento modificato continua oltre la moderna Mareham Lane come confine parrocchiale. Sentiero pubblico a fianco.                     |
| Passaggio a livello Sleaford       | 52.995258°N 0.408493°W | TF069453    | Fine della strada moderna chiamata Mareham Lane al passaggio a livello di Sleaford.                                                         |
| Cropmark                           | 52.984625°N 0.386017°W | TF084442    | Possibile proseguimento dell'allineamento rettilineo dopo la curva.                                                                         |
| Cropmark                           | 52.997205°N 0.385548°W | TF084456    | Ben documentata scoperta della strada romana non sull'allineamento previsto.                                                                |
| Ruskington                         | 53.037701°N 0.388510°W | TF081501    | Scoperta confermata di una strada romana a sud di Ruskington, su un sentiero pubblico. Continuazione nord speculativa da Sleaford a Lincoln |